# 시우다드리네알
시우다드리네알(스페인어: Ciudad Lineal)은 스페인 마드리드의 행정구 중 하나이다.

## 지역

시우다드리네알

시우다드리네알은 9개의 다음과 같은 지구가 있다.
- 아탈라야
- 콜리나
- 콘세프시온
- 피나르데차마르틴
- 푸에블로누에보
- 퀸타나
- 산후안바우티스타
- 산파스쿠알
- 벤타스